# Bukowiec (Czyżów)
Bukowiec – część  wsi Czyżów w Polsce, położona w województwie świętokrzyskim, w powiecie kieleckim, w gminie Łagów.
W latach 1975–1998 Bukowiec należał administracyjnie do województwa kieleckiego.